# 萩中
萩中 （日语：／ Haginaka */?）是東京都大田區的町名。已實施住居表示。現行行政地名為萩中一丁目至萩中三丁目。2013年8月1日為止的人口有11,401人。郵遞區號為144-0047。

## 地理
位於東京都大田區東南部，屬蒲田地域。近多摩川河口，位在東京都道311號環狀八號線（環八通）南側。東與羽田間以產業道路為界，南與本羽田之間以辯天橋通為界，西鄰南六鄉、東六鄉，北鄰西糀谷、東糀谷、南蒲田。糀谷商店街與萩中商店街交會點，與大鳥居站周邊是町內兩處商業據點。由西往東為一丁目至三丁目，町域東西較長，町中央有東西向的萩中通（萩中商店街）貫穿。北邊西糀谷延伸的糀谷商店街在一丁目、二丁目與萩中商店街交會形成商業區。三丁目是以西糀谷大鳥居站為中心的商店區，另外三丁目有一大部分為萩中公園。

## 歷史
江戶時代為荏原郡萩中村。當初為天領時由伊奈氏支配，1792年（寛政4年）由大貫次右衛門光豐支配。村內有六鄉用水流經，用來灌溉水田。
1889年（明治22年）實施町村制，為羽田村大字萩中。此時的小字有宮下耕地、宮前耕地、天当耕地、南耕地、中耕地、北耕地、大道下、江川等。1932年（昭和7年）起為蒲田區萩中町。1964年（昭和39年）實施住居表示，萩中町、東六鄉一丁目等一部分合併為萩中一-三丁目。

### 地名由來
在萩生長茂盛的濕地中開墾，意為「萩中之村」。

## 交通

### 鐵道
一、二丁目可利用京急空港線糀谷站，三丁目可利用大鳥居站。兩站都位在西糀谷。

### 道路
- 東京都道311號環狀八號線
- 產業道路
- 萩中通

## 設施
- 大田區立中萩中小學校
- 萩中公園
  - 萩中公園泳池
- 大田區萩中文化中心
- 幸和醫院
- 都營萩中公寓
- 萩中神社

## 備註
1. ↑  .   [2013-08-26]. （原始内容存档于2014-02-18）.
2. 1 2 3  東京市企画局都市計画課『東京市町名沿革史（下巻）』，東京市，1938年8月，P298。

## 外部連結
- 大田區役所 （页面存档备份，存于）